# Nené Losada
Carmen Losada Rico, conocida como Nené Losada (Luarca, 1921 -ibídem, 2009) fue una poeta española. 

## Biografía
A los tres años, al morir su madre, la llevaron con su abuela a San Feliz de Trevías. Allí vivió hasta que, con diecinueve años, tras casarse con Antonio Martínez García-Vidal, volvió a  Luarca.
De formación autodidacta, comenzó a escribir relatos y poemas en castellano. Más tarde, empezó a hacerlo en asturiano, utilizando formas poéticas cercanas a las de la poesía oral popular. Su obra tuvo como modelo al sacerdote Fernán Coronas, al que conoció de niña. Escribió en dialecto occidental, coincidiendo así también y representando una tendencia similar a la de la poeta Eva González de Palacios del Sil. Gran conocedora de la literatura oral compuso una obra de gran calado lírico con una bella eufonía.
Falleció el 11 de abril de 2009 en Luarca.

## Obra
- En 1992 recopiló gran parte de su obra en verso en el volumen Cantares valdesanos, en edición de Consuelo Vega.[1]
- En1997 publicó el poemario Entre apigarzos.[1]
- En 2005 fue publicada la antología de su obra en asturiano Fueyas que reverdecen y su Obra poética en castellano, junto con un CD que recogía su obra recitada por ella misma en lengua asturiana y castellana.[1]
- En 2011 se publicó una recopilación de su obra con 70 poemas inéditos.[1]
- Sus poemas han sido incluidos en múltiples antologías: Antología lírica valdesana; Poemas de cuatro mujeres de Luarca y Antología poética de Valdés.[4]

## Reconocimientos
- En el año 2000 recibió el Premio Urogallo de Bronce concedido por el Centro Asturiano de Madrid.[5]
- El 3 de agosto de 2005, le fue concedida la medalla de plata del Principado de Asturias.[5]
- En 2007 fue ganadora del Premio Timón a toda una trayectoria.[6]
- Un certamen de poesía, creado por la Asociación de Mujeres "Valdés Siglo XXI", lleva su nombre.[7]

## Obra
- Cantares valdesanos / Nené Losada Rico; edición e introducción de Consuelo Vega. — Xixón: Llibros del Pexe, 1992.
- Entre apigarzos / Nené Losada Rico. —Oviedo :Trabe, 1997. —(La fonte de Fascura; 14)
- El nome de las cousas / Nené Losada Rico. —Oviedo :Trabe, 2001.
- Fueyas que reverdecen / Nené Losada Rico. —Xixón :Ateneo Obrero de Gijón, Antología en Asturiano.